# Farándula 40
Farándula 40 fue un programa de televisión de México de análisis y crítica del mundo de los espectáculos producido por TV Azteca y emitido a través de Adn40. Fue conducido por Horacio Villalobos, Pilar Boliver y Mauricio Valle, con la participación de Mario Lafontaine, Alejandro Brofft, Daniel Vives como "La Supermana" y Carlos Rangel como "Manigüis". Originalmente se transmitió los miércoles a las 21:30 horas. A partir del 27 de mayo de 2017, el programa se emitió hasta su final los sábados a las 22:00.

## Historia
En el año de 2010, 4 años después de su salida de Televisa, Horacio Villalobos fue elegido por TV Azteca para ponerse al frente de un programa de crítica al mundo de la televisión y el espectáculo, que sería transmitido a través de Proyecto 40. El programa llevaría como nombre "Farándula 40", y estaría bajo la producción de Sergio Pérez Grovas. La primera emisión ocurrió el miércoles 20 de enero a las 21:30 horas, tiempo del centro de México, con una duración de solo 45 minutos. El primer elenco del programa estaba conformado por: Horacio Villalobos, Pilar Boliver y Mario Loría. Posteriormente, a la emisión se fueron sumando antiguos colaboradores de Horacio Villalobos como Daniel Vives en su personaje de: "La Supermana, y Carlos Rangel encarnando a "La Manigüis", personajes que habían surgido en Desde Gayola, serie de televisión creada por el mismo Villalobos.
El 30 de junio de 2010, a través de las redes sociales del programa, se informó que Mario Loría dejaría la emisión para continuar su carrera como actor. Como reemplazo, llegaría la también actriz Alejandra Ley, que ya colaboraba con Villalobos en el programa "Nocturninos", transmitido por la señal 52MX. El 1 de marzo de 2012, se haría pública la salida de Alejandra Ley de la emisión, pues quería centrarse en su carrera artística. En su lugar, llegaría Mauricio Valle, quien se mantendría en el show hasta la penúltima edición. 
El 13 de marzo del 2017, TV Azteca decide cambiar la identidad de "Proyecto 40", y transformarlo en Adn 40, dándole un enfoque de canal de noticias. Con dicho cambio, Farándula 40 sería cambiado de horario, para ocupar la franja estelar de los sábados a las 10 de la noche, con lo que el programa cambió de formato, convirtiéndose en un Late Night, donde, además de exponer temas de cultura pop y entretenimiento, se tenían secciones más enfocadas en el humor, las redes sociales, sexualidad, y crítica social. Con el cambio de formato, a la emisión se sumaría el actor Javier Yepes, interpretando a su personaje "Mama Mela Rico", que también había surgido en Desde Gayola. El actor formó parte del elenco hasta su fallecimiento el 27 de febrero de 2019, a causa de un paro cardíaco. Por respeto a la familia del actor, Horacio Villalobos decidió no revelar detalles sobre eventos fúnebres.
Desde sus inicios, hasta el cambio a adn40, cada año, durante la emisión del programa, se realizaba un especial llamado "Los Premios Tarántula 40", una parodia a las entregas de premios realizadas en Hollywood y otras partes del mundo donde se premiaba a lo peor del año en el mundo del espectáculo. Entre las categorías entregadas, se encontraban: "peor actor del año", " peor programa del año", "peor película del año", entre otras. En dichas emisiones especiales, además del elenco de base, solían aparecer diversos invitados que compartían tiempo con Horacio en otros espacios tales como Nocturninos, su programa de radio Dispara Margot, dispara, o a otros personajes de Desde Gayola.
El 24 de octubre de 2020, Horacio Villalobos anunció que el programa llegaría a su fin el 19 de diciembre de ese mismo año. Según las propias palabras del conductor, la decisión la habían tomado los directivos de Adn40, luego de las pérdidas económicas ocasionadas por la pandemia de COVID-19. Durante el penúltimo programa, acompañados también por Alejandra Ley, anunciaron que el elenco de Farándula 40 realizaría un podcast a modo de sucesor espiritual del programa.
El 12 de agosto de 2023 Horacio Villalobos regresa con un nuevo programa denominado "Extra40", el cual regresa con dos de sus colaboradores: Pilar Boliver y Alejandro Brofft, luego de casi 3 años de que terminara Farándula 40 (el cual duró casi 11 años al aire).